# 理查德·达利兹
理查德·亨利·达利兹，FRS（1925年2月28日—2006年1月13日），澳大利亚物理学家，研究领域为粒子物理学。